# Uchenna Kanu
Uchenna Grace Kanu (Abia; 20 de junio de 1997) es una futbolista nigeriana. Juega como delantera en el Racing Louisville de la National Women's Soccer League de Estados Unidos. Es internacional con la selección de Nigeria.

## Trayectoria
Kanu partió en 2016 rumbo a Estados Unidos, para estudiar en la Universidad del Sureste, una universidad cristiana evangélica privada ubicada en Lakeland, Florida. Allí jugó para el Southeastern Fire, equipo de fútbol femenino de la universidad, a mediados de la temporada 2016. Su rendimiento fue particularmente exitoso, cosechando 115 goles y 33 asistencias en tres años, desde 2016 hasta finales de 2018, incluyendo 57 goles en 2018, y jugando un papel cada vez más decisivo dentro de su club. También disputó algunos partidos con un club profesional en Florida, el Pensacola FC, al que reforzó en octubre de 2019.
Pasó por el Sevilla (2020) y el Linköpings FC (2020-2021) antes de aterrizar en Tigres en diciembre de 2021, convirtiéndose al año siguiente en la primera jugadora africana en disputar la Primera División Femenil de México.

## Selección nacional
En 2014, fue convocada a las selecciones sub-17 y sub-20 de su país para disputar la Copa Mundial Sub-17 de 2014 y la Copa Mundial Sub-20 de 2014.
En 2019 debutó con la selección absoluta de Nigeria, un 8 de abril, en un partido amistoso contra Canadá, perdido por las nigerianas 2 a 1. Luego participó en mayo en la Copa Femenina de la Unión de Fútbol de África Occidental, donde tuvo una destacable actuación, anotando 8 goles en dos partidos, contra Burkina Faso y contra Níger. Fue convocada a fines de mayo para la fase final de la Copa Mundial Femenina que comenzó en junio.

## Estadísticas

### Clubes
| Club              | País           | Año             |
| ----------------- | -------------- | --------------- |
| Pensacola FC      | Estados Unidos | 2018 - 2020     |
| Sevilla FC        | España         | 2020            |
| Linköpings FC     | Suecia         | 2020 - 2021     |
| Tigres de la UANL | México         | 2022 - 2023     |
| Racing Louisville | Estados Unidos | 2023 - presente |